# 公孙夏 (齐国)
公孙夏，春秋时期齐国人物。
前484年，齐国和吴国交战，齐国的国书率领中军，高无丕率领上军，宗楼率领下军。陈僖子对他的弟弟陈书说：“你要是战死，我一定能够得志。”宗子阳和闾丘明也互相勉励。桑掩胥为国书驾御战车。公孙夏说：“这两个人必然战死。”将要开始战斗，公孙夏命令他的部下唱《虞殡》。五月二十七日，两军在艾陵作战。吴王夫差大败齐军，俘虏了国书、公孙夏、闾丘明、陈书、东郭书，革车八百辆，斩首甲士三千。